# مطبخ ياباني (منزل)

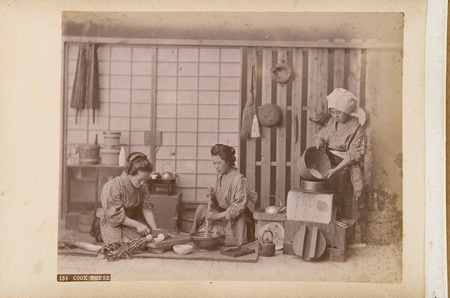
إمراة تطبخ في مطبخ ياباني

المطبخ الياباني أو (台所;. «الدايدوكورو») هو المكان الذي يعد فيه الطعام في البيت الياباني. حتى حقبة ميجي كان المطبخ يكنى «بكامودو» かまど أي الموقد حيث هناك العديد من المقولات اليابانية التي جعلته رمز للبيت الياباني. المصطلح السابق يمكن أن يطلق للإشارة إلى العائلة ويمكن مقارنة مكانة العائلة في اليابان بالموقد في اللغة الإنجليزية. من الألفية العاشرة قبل الميلاد إلى 300 قبل الميلاد، في فترة جومون تجمع الناس في القرى، حيث كانوا يعيشون في مساكن بسيطة تدعى أكواخ كانت مساحتها بين 10 إلى 30 متر مربع وتملك موقد في منتصفها. المواقد البدائية كانت عبارة عن حفرة غير عميقة تدعى (جيكارو:地床炉) لكنها لاحقا أحيطت بأحجار لجعل النار محصورة فيها وبذلك أصبحت نيانها أقوى من ذي قبل. أستبدلت هذه المواقد البدائية بإناء طيني مقعر وبذلك أصبحت نارها أقوى وتشعل بسرعة أكبر من المواقد المحاطة بالحجارة كماأنها أصبحت أكثر أمانا للمحاذين لها. تلك الأواني الطينية كانت تدعى (يوميغاميرو:埋甕炉) والتي تعني حرفيا موقد إنائي مدفون. عندما أصبحت المواقد أكثر امانا، نقلت من وسط البيوت إلى أحد زواياها وتم ذلك في القرن السادس في فترة Kofun وعندا كانت جميع البيوت تملك موقدا في أحد أنحائها. العائلات الغنية في تلك الفترة بنت بيوت مستقلة حيث كان الموقد هناك كما عملية الطبخ تتم فيه. كان يتم تخزين المواد الغذائية في هذه المنازل في أكياس وأواني في حفرة في باطن الأرض. تم تشييد تلك المنازل بالقرب من أحد الأنهار أو الينابيع لسهولة الوصول إلى المياه.
أزدهرت زراعة الأرز في فترة يايوي التي أمتدت من 300 ق.م وحتى 300 م أزدهرت زراعة الأرز وبنيت القرى بالقرب من المستنقعات والأراضي المنخفضة. كانت المياه موحلة حيث بني ما يدعى (أسيادو:浅井戸) الذي عبئ بالرمل والحصى حيث تتدفق المياه ليتم تصفيتها من الطين والكائنات الكبيرة. بعض القرى تخزن الطعام خارج المنزل في مخزن كبير. بقي المطبخ الياباني كما هو لمدة خمس قرون من فترة نارا في القرن الثامن إلى فترة موروماتشي (1336–1573) ليتم إدخال عناصر جديدة للمطبخ على النحو الاتي:
- أشيكاناشي أو أشيماروكاشي (足釜) - تسعة أو عشرة أواني حديدية بأرجل.
- كاكيكاشي أو كاكيماروكاشي (懸釜) - وعاء حديدي يتم تركيبه على الموقد كانت تستخدم لغلي الأرز المطبوخ.
- يوكيكامادو (行竈) - وعاء مع موقد كان يتم تحريكه
- كوشيكي (橧 أو 甑) - سلة خشبية وضعت على وعاء لطبخ الأرز على البخار. كان يتم ملئ الوعاء بالماء ووضعه على الموقد ليتم تسخين الماء وكان الأرز يوضع في السلة الخشبية فكان البخار الساخن يطبخ الأرز
- نابي (堝 أو 鍋) - صنع من البلاط أو المعدن. كان إستخدامه الأساسي لعمل الصلصات الساخنة «يشبه اليخنة بالعربية» ولغلي الماء كذلك.
- ساشينابي (佐志奈閇) - وعاء صغير يستخدم لتسخين الساكي في زجاجة.
- هيراكا or هوتوجي (瓫) - وعاء كبير من الفخار يستخدم لغلي الماء.
- كامادو - تدعى أيضا موشيكامادو: موقد بني بالحجارة والبلاط والطين.
- تاكيجي (薪) - في فترة نارا، "薪" كانت تقرأ «تاكيجي» وليس «ماكي». أستخدام الخشب المجفف كوقود.
- Oke (麻筒) - حوض أو سطل ياتي بثلاثة أحجام الصغير والكبير والمتوسط.
- Shaku (杓) - كانت تقرأ هيساجو. مغرفة خشبية تستخدم لغرف المياه الباردة والساخنة من أوكي.
- (刀子) - كاتانا سكين مطبخ
- Kiritsukue or Sekki (切机) - مانايتا (俎) وهو لوح تقطيع.
- Fune (船) - حوض خشبي كبير يستخدم للغسل.
- Shitami (籮) - قطعة قمائ من القنب لتجفيف الأطعمة.
- Kame (甕) - إناء كبير لتخزين الأطعمة.

في فترة هييآن (794–1185) سجل أو استخدام لحجرة المؤن. كان قصر هيان الامبراطوري يملك أربع حجرات مخصصة لإعداد الأطعمة. كانت حجرة «أوني نو ما» مخصصة لتذوق الطعام قبل تقديمه وكان الهدف من ذلك اختبار غذا ما كان هناك أي سم في الطعام ولتذوقه كذلك. وكانت حجرة «أساجاري نوما» الغرفة المخصصة لتناول طعام الفطور. أما حجرة «أيدونو» خصصت لطبخ الطعام وقد كانت في الجزء الشمالي بعيدة كل البعد عن غرف القصر. كانت حجرة «دايباندوكورو» مخصصة لتقديم الطعام على (دايبان:台盤) وهي طاولة خشبية مطلية. الغرفة الأخيرة كان يقدم بها الطعام للخدم.
ال«شونزوكوري» في فترة كاماكورا أصبح شائعا وهو نمط من أنماط المنزل جعلت المطبخ جزءا من البيت. بعد أن كان المطبخ سابقا في حجرة بعيدة عن المنزل لتفادي الروائح الصادرة من ولتفادي الحرائق. المكبخ في فترة كاماكورا لم يضم الادوات الأساسية مثل المغسلة.